# Lijst van eredoctoraten van de Rijksuniversiteit Groningen
De Rijksuniversiteit Groningen heeft eredoctoraten verleend aan onder anderen:
- 1717 Abraham Trommius (godgeleerdheid)
- 1843 Karl Gützlaff (godgeleerdheid)
- 1850 Pieter Boeles (wijsbegeerte en letteren)
- 1850 Jan Heemskerk Bzn. (rechtsgeleerdheid)
- 1850 Friedrich Anton Wilhelm Miquel (wis- en natuurkunde)
- 1850 Abraham Rutgers van der Loeff (wijsbegeerte en letteren)
- 1852 Adolph Hannover (geneeskunde)[1]
- 1860 Gerbrand Vissering (godgeleerdheid)
- 1862 Samuel Constantinus Snellen van Vollenhoven (natuurwetenschappen)
- 1864 Joseph Augustin Hubert de Bosquet (natuurwetenschappen)[2]
- 1864 Jacob Heremans (wijsbegeerte en letteren)
- 1864 Cornelis Eliza van Koetsveld
- 1864 John Lothrop Motley (wijsbegeerte en letteren)
- 1864 Anne Tjittes Reitsma (godgeleerdheid)
- 1864 Tiberius Cornelis Winkler (natuurwetenschappen)
- 1884 Robert Koch (geneeskunde)
- 1903 Cornelis Easton (wis- en sterrekunde)
- 1911 Jantina Tammes (plant- en dierkunde)
- 1911 Adriaan Swaen (letteren)

- 1914 Peter van Anrooy (letteren)

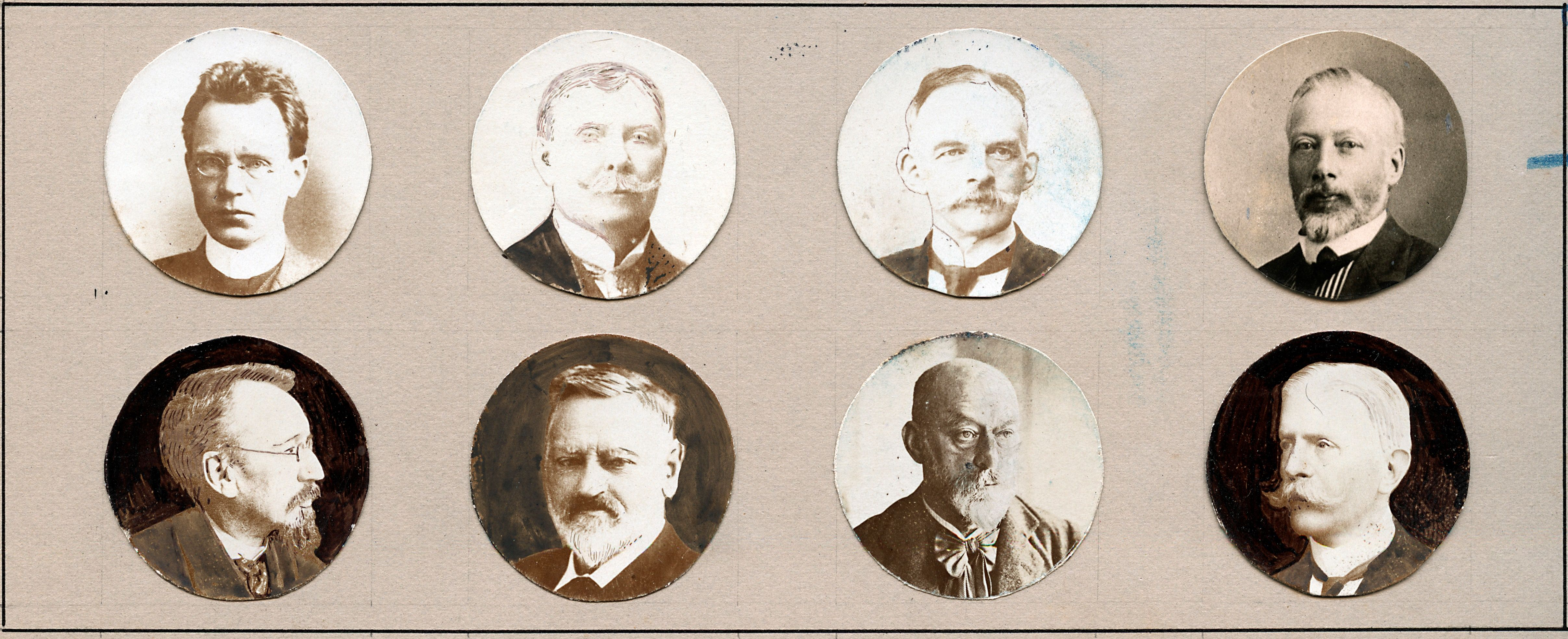
In 1914 reikte de RUG 67 eredoctoraten uit. Op deze afbeelding staan er acht, resp. Willem Brede Kristensen, J.T. Cremer (?), C.C. Geertsema, Johannes van Laar, Antoon Derkinderen, A. Plate, H.P. Berlage en T.G. Hoeten (?)

- 1914 Svante Arrhenius (geneeskunde)
- 1914 Joseph Bédier (letteren)
- 1914 Anton Albert Beekman (letteren)
- 1914 H.P. Berlage (letteren)
- 1914 Alicia Boole Stott (wis- en natuurkunde)
- 1914 Hendrik Goeman Borgesius (geneeskunde)
- 1914 Andrew Carnegie (staatswetenschappen)
- 1914 Antoon Derkinderen (letteren)
- 1914 Albert Döderlein (verloskunde)[4]
- 1914 Léon Fredericq (geneeskunde)[5]
- 1914 Carel Coenraad Geertsema (staatswetenschappen)
- 1914 Francis Hagerup (rechtswetenschap)
- 1914 Maurice Holleaux (letteren)[6]
- 1914 Victor Henri Hutinel (geneeskunde)[7]
- 1914 Pierre Janet (wijsbegeerte)
- 1914 Alfred Jeremias (godgeleerdheid)
- 1914 Rudolf Kittel (godgeleerdheid)
- 1914 Eduard König (letteren)[8]
- 1914 William Brede Kristensen (godgeleerdheid)
- 1914 Johannes van Laar (natuurwetenschappen)
- 1914 John Newport Langley (geneeskunde)[9]
- 1914 Wallace Lindsay (letteren)[10]
- 1914 Hermanus Johannes Lovink (staatswetenschappen)
- 1914 Donald Jacob Mackay (staatswetenschappen)
- 1914 Joseph Mendes da Costa (plant- en dierkunde)
- 1914 Karl Mörner (geneeskunde)[11]
- 1914 Adolf Noreen (letteren)[12]
- 1914 Joseph Partsch (letteren)[13]
- 1914 Hendrik Pierson (godgeleerdheid)
- 1914 Henri Pirenne (letteren)
- 1914 Adolphe Prins (rechtswetenschap)
- 1914 Niels Thorkild Rovsing (heelkunde)[14]
- 1914 Edward Albert Sharpey-Schafer (geneeskunde)
- 1914 Karl Schwarzschild (wis- en sterrekunde)
- 1914 Christiaan Snouck Hurgronje (rechten)
- 1914 Theodor Svedberg (scheikunde)
- 1914 Robert Tigerstedt (geneeskunde)[15]
- 1914 Albert Verwey (letteren)
- 1914 Willem De Vreese (letteren)
- 1914 François Gerard Waller sr. (dir. Gist & Spiritusfabriek, Delft) (scheikunde)
- 1914 Robert Wiedersheim (geneeskunde)[16]
- 1914 koningin Wilhelmina (letteren)
- 1914 Tadeusz Zielinski (letteren)[17]
- 1918 Pieter Valkhoff (letteren)
- 1921 Annie Cannon (wis- en sterrekunde)
- 1921 Samuel van Houten (staatswetenschappen)
- 1921 Alexander de Savornin Lohman (staatswetenschappen)
- 1922 Leonard Polak (letteren)
- 1935 Oepke Noordmans (godgeleerdheid)
- 1940 Hendrik Tillema (medicijnen)
- 1946 John Burdon Sanderson Haldane (wiskunde en natuurwetenschappen)
- 1948 Alfred Ernout (letteren)
- 1948 Anthon van der Horst (godgeleerdheid)
- 1951 Henk Bremmer (letteren)
- 1953 Edzo Hommo Ebels (rechtsgeleerdheid)
- 1957 Mieke Bouman-van den Berg (rechtsgeleerdheid)
- 1957 Alidius Tjarda van Starkenborgh Stachouwer, Letteren en Wijsbegeerte
- 1964 H.M. koningin Juliana, Sociale Wetenschappen
- 1964 Cornelis Johannes Dippel, Godgeleerdheid
- 1964 Edward Hallett Carr, Rechtsgeleerdheid
- 1964 Sir Thomas Homes Sellors, Geneeskunde
- 1964 Clement Andrew Smith, Geneeskunde
- 1964 Izaak Maurits Kolthoff, Wiskunde en Natuurwetenschappen
- 1964 Enrico Bompiani, Wiskunde en Natuurwetenschappen
- 1964 Charles Wilson, Letteren[18]
- 1964 Simon Vestdijk, Letteren
- 1964 Lambertus van Lier, Letteren
- 1964 Jos de Gruyter, Letteren
- 1964 Maurice Allais, Economische Wetenschappen
- 1964 Helmuth Plessner, Sociale Wetenschappen
- 1969 Jan Wit, Godgeleerdheid
- 1969 René Dekkers, Rechtsgeleerdheid
- 1969 Jan Bialostocki, Letteren
- 1969 Pieter de Wolff, Economische Wetenschappen
- 1974 Christiaan Gijsbertus van Leeuwen, Wiskunde en Natuurwetenschappen
- 1979 Edith Bulbring, Geneeskunde
- 1979 Theunis Uilkes de Vries, Letteren
- 1984 Jacob Jetzes Kalma, Godgeleerdheid
- 1984 Ralph Tyrrell Rockafellar, Wiskunde en Natuurwetenschappen
- 1989 Frank Chikane, Godgeleerdheid
- 1989 Andrei Dimitriyevich Sacharov, Rechtsgeleerdheid
- 1989 Franciskuhettige Gerald Hudson Silva, Geneeskunde
- 1989 Emil Wolf, Wiskunde en Natuurwetenschappen
- 1989 Leo Vroman, Letteren
- 1989 Oliver E. Williamson, Economische Wetenschappen
- 1989 Allen Newell, Psychologische, Pedagogische en Sociologische Wetenschappen
- 1994 Akito Arima, Wiskunde en Natuurwetenschappen
- 1994 Rudy Kousbroek, Wijsbegeerte
- 1999 Sir John E. Walker, Wiskunde en Natuurwetenschappen
- 1999 Bruce Bueno de Mesquita, Psychologische, Pedagogische en Sociologische Wetenschappen
- 1999 Kenneth F. Wallis, Economische Wetenschappen
- 1999 Helmuth Kohl, Letteren
- 2004 Jan Blokker, Psychologische, Pedagogische en Sociologische Wetenschappen
- 2004 Ian Buruma, Godgeleerdheid en Godsdienstwetenschap
- 2004 Mirjam Pressler, Letteren
- 2009 Kader Abdolah, Godgeleerdheid en Godsdienstwetenschap
- 2009 Michael Menaker, Wiskunde en Natuurwetenschappen
- 2009 Marilynn Brewer, Gedrags- en Maatschappijwetenschappen
- 2009 Hisashi Owada, Rechtsgeleerdheid
- 2012 Desmond Tutu, Godgeleerdheid en Godsdienstwetenschap
- 2014 José Vicente Casanova, Godsgeleerdheid en Godsdienstwetenschap
- 2014 Francis Geoffrey Jacobs, Rechtsgeleerdheid
- 2014 Ronald Mark Evans, Medische Wetenschappen
- 2014 Renata Elizaveta Kallosh, Wiskunde en Natuurwetenschappen
- 2014 Michael Steven Schudson, Letteren
- 2014 Dani Rodrik, Economie en Bedrijfskunde
- 2014 Paul Polman, Economie en Bedrijfskunde
- 2014 Robert Edward Slavin, Gedrags- en Maatschappij Wetenschappen
- 2014 Christine Korsgaard, Wijsbegeerte
- 2014 Andreas Karl Friedrich Faludi, Ruimtelijke Wetenschappen
- 2018 Ban Ki-Moon, voor zijn maatschappelijke verdiensten op gebied van vrede en veiligheid & het klimaatakkoord
- 2019 Philipp Blom. als vertegenwoordiger van "het belang van de geesteswetenschappen in de maatschappij"
- 2019 Titia de Lange, voor "grensverleggend wetenschappelijk werk op het terrein van de verouderingsbiologie"
- 2021 Feike Sijbesma, "vanwege zijn grote maatschappelijke betrokkenheid als een van de meest vooruitstrevende industrieleiders van Nederland"